# Kirghize
Cet article concerne la langue kighize. Pour le peuple kirghiz, voir Kirghizes.

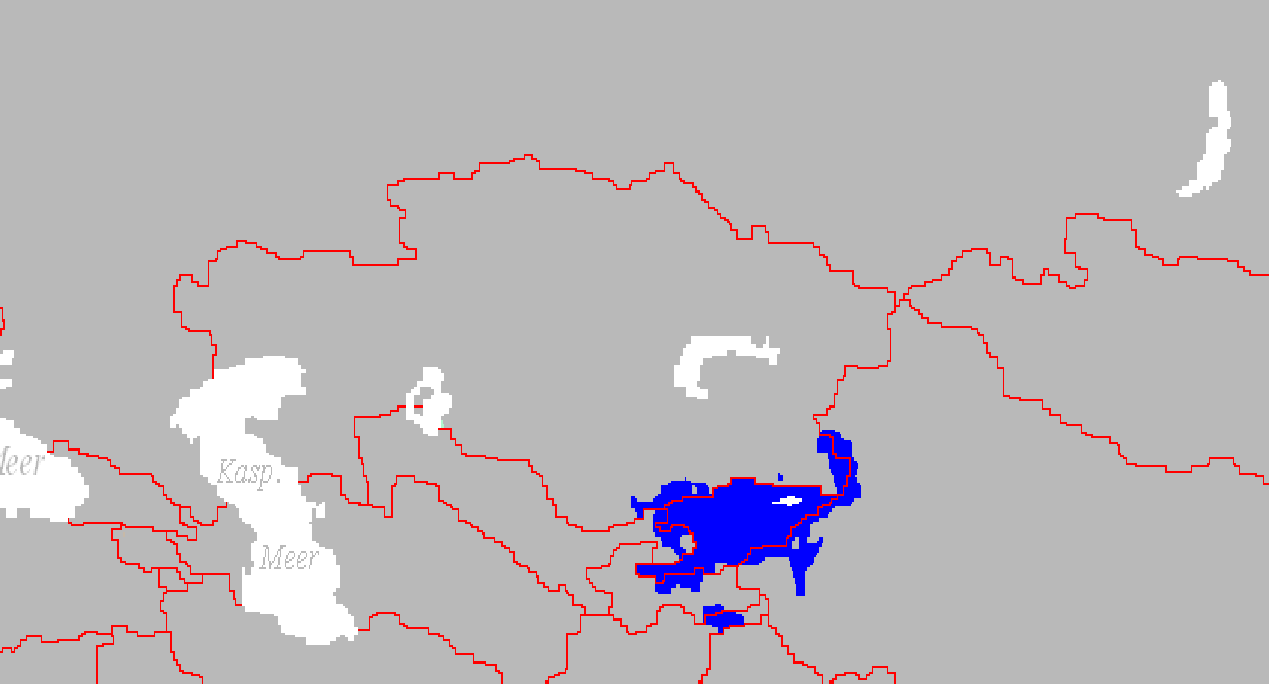
Étendue de la langue kirhize

Le kirghize ou kirghiz (кыргыз тили ou кыргызча ; en alphabet latin : kırgız/qırğız tili ou kırgızça/qırğızça ; en alphabet arabe : قىرعىزچا قىرعىز تىلى) est une langue appartenant à la famille des langues turques. D’un point de vue typologique il s’agit d’une langue agglutinante. Il est parlé en Asie centrale, principalement au Kirghizistan (où il est la langue nationale), au Tadjikistan, au Xinjiang et en Afghanistan.
Le kirghize est parlé par environ 4 millions de personnes. On l’écrit au moyen de l’alphabet cyrillique, auquel trois lettres ont été ajoutées, mais le kirghize est parfois écrit en utilisant l’alphabet arabe, lui aussi complété. Entre 1928 et 1940, le Kirghizistan a adopté l’alphabet latin, qui reste d’un usage très sporadique.
Le kirghize est très proche du kazakh. Il est habituellement classé avec celui-ci ainsi que le tatar et le karakalpak au sein du groupe des langues kiptchak (ou branche turque occidentale). Mais cette classification est controversée et on trouve quelquefois le kirghize classé avec les langues turques septentrionales pour la forte unité culturelle rapprochant ces populations. De nos jours, le russe est toujours la langue principale dans les grandes villes comme Bishkek, et le kirghize continue de perdre du terrain, en particulier parmi les jeunes générations.

## Écriture
Jusqu’en 1928, le kirghiz s'est écrit en alphabet arabe. Entre 1928 et 1940, il s’est écrit en alphabet latin, et depuis 1940 en alphabet cyrillique. C’est cet alphabet qui est aujourd’hui officiel au Kirghizistan, mais certaines personnes (principalement en Chine) utilisent l’alphabet arabe.
| Arabe | Cyrillique | Yañalif | Translittération | Traduction |
| --- | --- | --- | --- | --- |
| باردىق ادامدار ۅز بەدەلىندە جانا ۇقۇقتارىندا ەركىن جانا تەڭ ۇقۇقتۇۇ بولۇپ جارالات.۔ الاردىن اڭ-سەزىمى مەنەن ابئيىرى بار جانا بئرى-بئرىنە بئر تۇۇعاندىق مامئلە قىلۇۇعا تئيىش. | Баардык адамдар өз беделинде жана укуктарында эркин жана тең укуктуу болуп жаралат. Алардын аң-сезими менен абийири бар жана бири-бирине бир туугандык мамиле кылууга тийиш. | Bardьq adamdar ɵz ʙedelinde çana uquqtarьnda erkin çana teꞑ uquqtuu ʙolup çaralat. Alardьn aꞑ-sezimi menen aʙijiri ʙar çana ʙiri-ʙirine вir tuuƣandьq mamile qьluuƣa tijiş. | Bardık adamdar öz bedelinde jana ukuktarında erkin jana teñ ukuktuu bolup jaralat. Alardın añ-sezimi menen abiyiri bar jana biri-birine bir tuugandık mamile kıluuga tiyiş. | Tous les êtres humains naissent libres et égaux en dignité et en droits. Ils sont doués de raison et de conscience et doivent agir les uns envers les autres dans un esprit de fraternité. |

### Alphabet kirghiz cyrillique

Disposition de clavier kirghize

L’alphabet kirghiz est basé sur l’alphabet russe, mais comporte trois lettres en plus pour noter des sons propres au kirghiz : Ң, Ө et Ү. Cet alphabet adopté en 1941 a remplacé l’alphabet latin kirghiz basé sur le Yanalif (Nouvel Alphabet turc) de 1928.
| Lettre | Transcription francophone de la CNT | Ancien alphabet latin (Yanalif) | Prononciation (API) | Prononciation approximative |
| ------ | ----------------------------------- | ------------------------------- | ------------------- | --------------------------- |
| А а    | a                                   | a                               | [ɑ]                 | a                           |
| Б б    | b                                   | B ʙ                             | [b, v, w]           | b                           |
| В в    | v                                   | v                               | [v]                 | v                           |
| Г г    | g gu                                | G g Ƣ ƣ                         | [ɡ ʁ, ɣ, ɢ]         | g r français                |
| Д д    | d                                   | d                               | [d]                 | d                           |
| Е е    | e, ie, ïe                           | e, je                           | [e, je]             | é, yé                       |
| Ё ё    | io                                  | jo                              | [jo]                | yo                          |
| Ж ж    | dj j                                | Ç ç Ƶ ƶ                         | [d͡ʒ] [ʒ]            | dj j                        |
| З з    | z                                   | z                               | [z]                 | z                           |
| И и    | i                                   | i                               | [i]                 | i                           |
| Й й    | ï                                   | J j                             | [j]                 | y                           |
| К к    | k                                   | K k Q q                         | [k, q, χ]           | k                           |
| Л л    | l                                   | l                               | [l, ɫ]              | l                           |
| М м    | m                                   | m                               | [m]                 | m                           |
| Н н    | n                                   | N n                             | [n]                 | n                           |
| Ң ң    | ng                                  | Ꞑ ꞑ                             | [ŋ, ɴ]              | ng                          |
| О о    | o                                   | o                               | [o]                 | o                           |
| Ө ө    | ö                                   | Ɵ ɵ                             | [ø]                 | eu                          |
| П п    | p                                   | p                               | [p]                 | p                           |
| Р р    | r                                   | r                               | [r]                 | r roulé                     |
| С с    | s, ss                               | S s                             | [s]                 | s                           |
| Т т    | t                                   | t                               | [t]                 | t                           |
| У у    | ou                                  | U u                             | [u]                 | ou                          |
| Ү ү    | u                                   | Y y                             | [y]                 | u                           |
| Ф ф    | f                                   | f                               | [f]                 | f                           |
| Х х    | kh                                  | X x, H h                        | [χ, q]              | kh                          |
| Ц ц    | ts                                  | ts                              | [t͡s]                | ts                          |
| Ч ч    | tch                                 | C c                             | [t͡ʃ]                | tch                         |
| Ш ш    | ch                                  | Ş ş                             | [ʃ]                 | ch                          |
| Щ щ    | chtch                               | şc                              | [ʃt͡ʃ]               | chtch                       |
| Ъ ъ    | —                                   | ʼ                               |                     |                             |
| Ы ы    | y                                   | Ь ь                             | [ɯ]                 | entre i et ou               |
| Ь ь    | —                                   | ˮ                               |                     |                             |
| Э э    | e                                   | e                               | [e]                 | é                           |
| Ю ю    | iou                                 | ju                              | [ju]                | you                         |
| Я я    | ia                                  | ja                              | [ja]                | ya                          |

Les lettres В, Ф, Ц, Щ, Ъ et Ь sont rares et se trouvent principalement dans des mots étrangers (le plus souvent empruntés au russe). Le son /e/ est représenté par la lettre Э en début de mot et Е ailleurs ; un Е en début de mot se prononce /je/ et ne se trouve que dans des mots empruntés au russe.
Les voyelles longues sont notées en doublant les voyelles : аа, ээ, ии, оо, өө, уу, үү.

## Prononciation

### Consonnes
|            | Labiales | Alvéolaires | Post-alvéolaires | Palatale | Vélaires/uvulaires |
| ---------- | -------- | ----------- | ---------------- | -------- | ------------------ |
| Nasales    | m        | n           |                  |          | ŋ~ɴ                |
| Occlusives | p b      | t d         |                  |          | k~q ɡ~ʁ            |
| Affriquées |          |             | t͡ʃ d͡ʒ            |          |                    |
| Fricatives | f v      | s z         | ʃ                |          |                    |
| Latérale   |          | l~ɫ         |                  |          |                    |
| Roulée     |          | r           |                  |          |                    |
| Spirante   |          |             |                  | j        |                    |

Plusieurs consonnes ont des allophones :
- /k/, /ɡ/ et /ŋ/ ont une prononciation uvulaire ([q], [ɢ] et [ɴ]) au contact d’une voyelle postérieure ;
- /ɡ/ se prononce [ɣ] entre deux voyelles antérieures ;
- /k/ et /ɡ/ sont réalisés respectivement [χ] et [ʁ] entre deux voyelles postérieures ;
- /l/ est prononcé [ɫ] au contact d’une voyelle postérieure.

La sonorité des consonnes joue un rôle dans la forme de certains suffixes (comme celui qui indique le pluriel).

### Voyelles
|               | Antérieures | Antérieures   | Postérieures | Postérieures |
| Non arrondies | Arrondies   | Non arrondies | Arrondies    |              |
| ------------- | ----------- | ------------- | ------------ | ------------ |
| Fermées       | i           | y             | ɯ            | u            |
| Moyennes      | e           | ø             |              | o            |
| Ouverte       |             |               | ɑ            |              |

Toutes les voyelles (sauf /ɯ/) peuvent être longues.

#### Harmonie vocalique
L’harmonie vocalique, typique des langues turques, est présente en kirghize. Selon ce principe, les voyelles antérieures et les voyelles postérieures ne peuvent pas se trouver ensemble dans un même mot et, dans certains cas, l’harmonie vocalique s’applique même à l’arrondissement des voyelles. Pour cette raison, les suffixes ont généralement quatre formes.
Il existe deux types de suffixes : ceux qui contiennent des voyelles hautes (/i/, /y/, /ɯ/, /u/) et ceux qui contiennent des voyelles basses (/e/, /ø/, /ɑ/, /o/). La voyelle du suffixe dépend de la voyelle de la syllabe précédente :
| Voyelle précédente | Suffixe à voyelle haute | Suffixe à voyelle basse |
| ------------------ | ----------------------- | ----------------------- |
| /i/                | /i/                     | /e/                     |
| /y/                | /y/                     | /ø/                     |
| /ɯ/                | /ɯ/                     | /ɑ/                     |
| /u/                | /u/                     | /ɑ/                     |
| /e/                | /i/                     | /e/                     |
| /ø/                | /y/                     | /ø/                     |
| /ɑ/                | /ɯ/                     | /ɑ/                     |
| /o/                | /u/                     | /o/                     |

Par exemple, le suffixe -ten de l’ablatif peut prendre les formes suivantes :
- иш iş « travail » → иштен işten « du travail » ;
- көл köl « lac » → көлдөн köldön « du lac » ;
- токой tokoy « forêt » → токойдон tokoydon « de la forêt » ;
- жыл jıl « année » → жылдан jıldan « de l’année ».

Il existe des exceptions à l’harmonie vocalique, notamment des mots d’emprunt tels que республика respublika (« république »).

## Grammaire
Le kirghize, comme les autres langues turques, est une langue agglutinante, c’est-à-dire qu’il utilise de nombreux suffixes là où le français emploie souvent plusieurs mots. Par exemple, « à mes amis » peut être exprimé en un seul mot en kirghize : досторума dostoruma. Dos signifie « ami », -tor indique le pluriel, -um est un suffixe possessif de première personne (correspondant à « mon », « ma », « mes ») et -a marque le datif (qui se traduit souvent par « à »).
Le kirghize n’a pas de genre grammatical mais il distingue le singulier et le pluriel. Il possède six cas :
- le nominatif : cas du sujet, caractérisé par l’absence de suffixe ; c’est la forme donnée par les dictionnaires ;
- le génitif : indique la possession ;
- le datif : objet indirect ;
- l’accusatif : objet direct ;
- le locatif : indique la localisation dans l’espace et le temps ;
- l’ablatif : origine d’une action, cause.

### Noms

#### Pluriel
Le pluriel est indiqué par le suffixe -ler. En raison de l’harmonie vocalique et de l’assimilation, il peut prendre de nombreuses formes :
- -лар, -лер, -лор, -лөр après une voyelle,
- -дар, -дер, -дор, -дөр après une consonne sonore,
- -тар, -тер, -тор, -төр après une consonne sourde.

Par exemple :
- сөз söz « mot » → сөздөр sözdör « mots » ;
- китеп kitep « livre » → китептер kitepter « livres » ;
- түлкү tülkü « renard » → түлкүлөр tülkülör « renards » ;
- суу suu « eau » → суулар suular « eaux ».

#### Suffixes possessifs
En kirghize, la possession est indiquée par un suffixe qui s’ajoute à l’objet possédé.
| Nombre    | Personne       | Après une voyelle                  | Après une consonne                     |
| --------- | -------------- | ---------------------------------- | -------------------------------------- |
| Singulier | 1re            | -м                                 | -ым, -им, -ум, -үм                     |
| Singulier | 2e (familière) | -ң                                 | -ың, -иң, -уң, -үң                     |
| Singulier | 2e (polie)     | -ңыз, -ңиз, -ңуз, -ңүз             | -ыңыз, -иңиз, -уңуз, -үңүз             |
| Singulier | 3e             | -сы, -си, -су, -сү                 | -ы, -и, -у, -ү                         |
| Pluriel   | 1re            | -быз, -биз, -буз, -бүз             | -ыбыз, -ибиз, -убуз, -үбүз             |
| Pluriel   | 2e (familière) | -ңар, -ңер, -ңор, -ңөр             | -ыңар, -иңер, -уңар, -үңөр             |
| Pluriel   | 2e (polie)     | -ңыздар, -ңиздер, -ңуздар, -ңүздөр | -ыңыздар, -иңиздер, -уңуздар, -үңүздөр |
| Pluriel   | 3e             | -сы, -си, -су, -сү                 | -ы, -и, -у, -ү                         |

Par exemple :
- тоо too « montagne » → тообуз toobuz « notre montagne » ;
- дос dos « ami » → досум dosum « mon ami » ;
- үй üy « maison » → үйүңүздөр üyüñüzdör « votre maison (à plusieurs personnes que l’on vouvoie) » ;
- кол kol « main » → колуң koluñ « ta main » ;
- баш baş « tête » → башы başı « sa tête ».

#### Cas
Les cas sont indiqués par des suffixes attachés aux noms. Ces suffixes ont eux aussi plusieurs formes, selon l’harmonie vocalique et la dernière lettre du mot. Certains ont aussi une forme particulière après le suffixe possessif de la troisième personne. Les suffixes de cas se placent, le cas échéant, après le suffixe du pluriel et le suffixe possessif.
| Précédé par | Voyelle                | Consonne sourde        | Consonne sonore        | Suf. poss. de 3e pers. |
| ----------- | ---------------------- | ---------------------- | ---------------------- | ---------------------- |
| Nominatif   | —                      | —                      | —                      | —                      |
| Génitif     | -нын, -нин, -нун, -нүн | -тын, -тин, -тун, -түн | -дын, -дин, -дун, -дүн | -нын, -нин, -нун, -нүн |
| Datif       | -га, -ге, -го, -гө     | -ка, -ке, -ко, -кө     | -га, -ге, -го, -гө     | -на, -не, -но, -нө     |
| Accusatif   | -ны, -ни, -ну, -нү     | -ты, -ти, -ту, -тү     | -ды, -ди, -ду, -дү     | -н                     |
| Locatif     | -да, -де, -до, -дө     | -та, -те, -то, -тө     | -да, -де, -до, -дө     | -нда, -нде, -ндо, -ндө |
| Ablatif     | -дан, -ден, -дон, -дөн | -тан, -тен, -тон, -төн | -дан, -ден, -дон, -дөн | -нан, -нен, -нон, -нөн |

| Sens      | « montagne » | « pierre » | « lune » | « œil » |
| --------- | ------------ | ---------- | -------- | ------- |
| Nominatif | тоо          | таш        | ай       | көз     |
| Génitif   | тоонун       | таштын     | айдын    | көздүн  |
| Datif     | тоого        | ташка      | айга     | көзгө   |
| Accusatif | тоону        | ташты      | айды     | көздү   |
| Locatif   | тоодо        | ташта      | айда     | көздө   |
| Ablatif   | тоодон       | таштан     | айдан    | көздөн  |

### Pronoms personnels
Le kirghize a huit pronoms personnels : il y a deux pronoms pour la deuxième personne du singulier et du pluriel, un familier et un poli. Ils se déclinent comme les noms, mais présentent quelques irrégularités.
| Nombre    | Singulier | Singulier | Singulier | Singulier | Pluriel | Pluriel   | Pluriel   | Pluriel |
| Personne  | 1re       | 2e        | 2e        | 3e        | 1re     | 2e        | 2e        | 3e      |
| Personne  | 1re       | Familière | Polie     | 3e        | 1re     | Familière | Polie     | 3e      |
| --------- | --------- | --------- | --------- | --------- | ------- | --------- | --------- | ------- |
| Nominatif | мен       | сен       | сиз       | ал        | биз     | силер     | сиздер    | алар    |
| Génitif   | менин     | сенин     | сиздин    | анын      | биздин  | силердин  | сиздердин | алардын |
| Datif     | мага      | сага      | сизге     | ага       | бизге   | силерге   | сиздерге  | аларга  |
| Accusatif | мени      | сени      | сизди     | аны       | бизди   | силерди   | сиздерди  | аларды  |
| Locatif   | менде     | сенде     | сизде     | анда      | бизде   | силерде   | сиздерде  | аларда  |
| Ablatif   | менден    | сенден    | сизден    | андан     | бизден  | силерден  | сиздерден | алардан |

### Syntaxe
En kirghize, le verbe « être » n’existe qu’au passé. Au présent, il prend la forme de suffixe personnels qui peuvent s’attacher aux noms, aux adjectifs, aux pronoms, etc.
| Personne       | Singulier              | Pluriel                                        |
| -------------- | ---------------------- | ---------------------------------------------- |
| 1re            | -мын, -мин, -мун, -мүн | -быз, -биз, -буз, -бүз, -пыз, -пиз, -пуз, -пүз |
| 2e (familière) | -сың, -сиң, -суң, -сүң | -сыңар, -сиңер, -суңар, -сүңөр                 |
| 2e (polie)     | -сыз, -сиз, -суз, -сүз | -сыздар, -сиздер, -суздар, -сүздөр             |
| 3e             | —                      | —                                              |

Ainsi, « Je suis kirghize » se dit Мен кыргызмын Men kyrgyzmyn, et « Nous sommes pauvres » se dit Биз кедейбиз Biz kedeybiz.

### Numéraux
| 1 | бир   | 10 | он      | 100       | жүз     |
| 2 | эки   | 20 | жыйырма | 1 000     | миң     |
| 3 | үч    | 30 | отуз    | 1 000 000 | миллион |
| 4 | төрт  | 40 | кырк    |           |         |
| 5 | беш   | 50 | элүү    |           |         |
| 6 | алты  | 60 | алтымыш |           |         |
| 7 | жети  | 70 | жетимиш |           |         |
| 8 | сегиз | 80 | сексен  |           |         |
| 9 | тогуз | 90 | токсон  |           |         |

Les numéraux ordinaux se forment à l’aide du suffixe -(i)nçi : биринчи (« premier »), экинчи (« deuxième »), үчүнчү (« troisième »), etc.

## Exemples
| Français | Kirghiz | Transcription |
| -------- | ------- | ------------- |
| terre    | жер     | jer           |
| ciel     | асман   | asman         |
| eau      | суу     | suu           |
| feu      | от      | ot            |
| homme    | эркек   | erkek         |
| femme    | аял     | ayal          |
| manger   | жеш     | jeş           |
| boire    | ичүү    | içüü          |
| grand    | чоң     | çoñ           |
| petit    | кичик   | kiçik         |
| nuit     | түн     | tün           |
| jour     | күн     | kün           |